# Трг слободе (Јереван)
Трг слободе (јерм. Ազատության հրապարակ, Azatut'yan hraparak), такође познат као Оперски трг или Позоришни трг (јерм. Թատերական հրապարակ, T'aterakan hraparak) до 1991. године, градски је трг у Јеревану, главном граду Јерменије. Трг представља део комплекса Јереванског оперског и балетског позоришта и смештен је јужно од главне оперске зграде, између Оперског парка и Лабудовог језера. Заједно са Тргом републике, Трг слободе представља један од два главна градска трга у центру Јеревана. На Трг слободе излазе четири улице: улица Туманијан, Терјан, авенија Сајат Нова и авенија Машоц. У центру трга налазе се статуе књижевника Ованеса Тумањана и композитора Александра Спендиарјана.

## У политици
Због традиције одржавања демонстрација, овај трг је често описан као Трг демократије.
На тргу је могуће сместити око 40.000, 42.000—45.000 до 50.000 људи.

### 1988: Карабахски покрет
Полукружни трг познат је по својој истакнутој улози у модерној историји Јерменије. Још од оснивања Карабахског покрета фебруара 1988. године, Трг слободе био је центар народних демонстрација. Како би се сузбиле демонстрације, трг је током 1988. године више пута био затваран од стране совјетске полиције и војске.

### Постизборни протести
Након што је Јерменија стекла независност 1991. године, трг је био главна локација антивладиних скупова, нарочито након председничких избора 1996, 2003, 2008. и 2013. године.
После спорних председничких избора 2008. године, хиљаде присталица лидера опозиције јерменског првог председника, Левона Тер-Петросјана, скупиле су се на тргу. У раним јутарњим часовима 1. марта 2008. године ови мирни протести били су насилно угушени од стране полиције и трг је био затворен за цивиле. Двадесет дана након тога трг је и даље био окупиран од стране полиције и војске како би се спречиле демонстрације. Касније је трг чак три године био затворен за било какве скупове, све до 17. марта 2011. године, када је Петросјанов Јерменски национални конгрес оджао велики скуп.

## Подземни паркинг
Дана 28. августа 2008. године, јерменска влада донела је одлуку да се започне изградња подземног паркинга испод трга како би се ослободиле околне улице где паркирани аутомобили често успоравају и компликују саобраћај. Опозиција је тврдила да је ова одлука имала за циљ спречавање одржавања демонстрација на тргу, иако је влада одбацила ове наводе. Паркинг на три нивоа за до 500 аутомобила отворен је 24. маја 2010. године у присуству градоначелника Гагика Белгарјана и председника Сержа Саргсјана, а цео пројекат коштао је четири милијарде јерменских драма или око 10,5 милиона долара.

## Галерија
- Карабахски покрет, 1988
- Протести у Јерменији 2008. године: хиљаде демонстраната на Тргу слободе 24. фебруара
- Протести у Јерменији 2008. године: постављени шатори
- Протести у Јерменији 2008. године: танкер с водом чисти Трг слободе од рушевина и крви након рушења владе
- Протести у Јерменији 2008. године: полиција и војска блокирали су 21. марта приступ Тргу слободе, као и свим другим већим трговима у Јеревану
- Протести у Јерменији 2011. године
- Протести у Јерменији 2013. године
- 10. октобар 2014.